# Vlag van Wehl

Vlag van de gemeente Wehl

De vlag van Wehl is het gemeentelijk dundoek van de voormalige Gelderse gemeente Wehl. De vlag werd op 16 april 1962  per raadsbesluit aangenomen. Het vlagontwerp is afgeleid van het gemeentewapen, dat in oorsprong refereert aan de keper van het familiewapen Van der Goltz. Het ontwerp was van Kl. Sierksma.

## Beschrijving
De beschrijving luidt: "Twee evenhoge banen van geel en blauw met een broekingkeper van het een in het ander, reikend tot de helft van de lengte."

## Verwante afbeeldingen

Wapen van Wehl
Van der Goltz

Ammerzoden 
· Angerlo 
· Batenburg 
· Beesd 
· Bemmel 
· Bergh 
· Bergharen 
· Beusichem 
· Borculo 
· Brakel 
· Didam 
· Dinxperlo 
· Dodewaard 
· Dreumel 
· Echteld 
· Eibergen 
· Elst 
· Ewijk 
· Geldermalsen 
· Gendringen 
· Gendt 
· Gorssel 
· Groenlo 
· Groesbeek 
· Hedel 
· Heerewaarden 
· Hemmen 
· Hengelo 
· Herwen en Aerdt 
· Heteren 
· Heukelum 
· Hoevelaken 
· Horssen 
· Huissen 
· Hummelo en Keppel 
· Hurwenen 
· Kerkwijk 
· Kesteren 
· Laren 
· Lichtenvoorde 
· Lienden 
· Lingewaal 
· Maurik 
· Millingen aan de Rijn 
· Neede 
· Neerijnen 
· Overasselt 
· Rijnwaarden 
· Rossum 
· Ruurlo 
· Steenderen 
· Ubbergen 
· Valburg 
· Vorden 
· Wadenoijen 
· Wamel 
· Warnsveld 
· Wehl 
· Wisch 
· Zelhem 
· Zoelen